# 왕망 (후한)
왕망(王望, ? ~ ?)은 후한 초기의 관료로, 자는 자경(慈卿)이며 낭야국 사람이다.

## 생애
회계에서 기거하며 학문을 가르쳤다. 명제 때 상서복야(尙書僕射) 종리의의 천거로 유평·왕부와 함께 조정에 임용되어 의랑(議郞)이 되었고, 이후 청주자사로 전출되어 임지에서 위엄과 명성을 떨쳤다.
이때 주와 군에서 가뭄이 들어 백성들이 곤궁하게 살았다. 왕망은 임지를 순찰하다가 길에서 굶주린 자를 보았는데, 벌거벗고 풀을 뜯어먹고 살고 있었고, 이러한 자가 5백여 명이나 되었다. 이들을 불쌍히 여긴 왕망은 독단적으로 늠희(廩犧)의 곳간을 풀어 구휼하였다.
구휼을 마친 왕망은 조정에 글을 올렸다. 왕망이 허락 없이 곳간을 열었으므로 명제는 왕망의 상주문을 공경들에게 보여주고 그 죄를 논하게 하였고, 공경들은 모두 왕망이 일을 오로지하였으므로 법에 걸린다고 논하였다. 그러나 종리의만이 왕망을 변호하였고, 명제는 종리의의 뜻을 가상히 여겨 왕망을 사면하였다.

## 출전
- 범엽, 《후한서》 권39 유조순우강유주조열전